# Els barrufets
|  | Aquest article tracta sobre els personatges de còmic infantil. Per a altres significats, vegeu: Barrufet (desambiguació) |

Els barrufets (en la llengua original, francès: Les Schtroumpfs) és una sèrie de còmic infantil creada pel belga Peyo, pseudònim de Pierre Culliford (1928-1992), i també el nom dels protagonistes, els barrufets. Aquesta historieta fou adaptada per a la tele en una sèrie de dibuixos animats de Hanna-Barbera amb el mateix nom. Els protagonistes són una mena de follets o nans de color blau molt petits (de tres pomes d'alçada) que viuen al bosc, dins de bolets que fan servir de cases, i van vestits amb pantalons i barretina blanca.
El nom d'aquests personatges en català és un dels noms tradicionals per als follets, dimonis o diables, o gnoms en la mitologia catalana, i fou transferida a la historieta pel traductor Albert Jané i Riera el 1967, en la primera traducció del còmic, que apareix a Cavall Fort. En castellà, l'adaptació pitufo és una troballa de Miguel Agustí inspirat en el Patufet.
La societat barrufeta és un transsumpte de la humana passada pel filtre dels contes infantils clàssics o els mites i amb un to d'humor. Els barrufets es passen el dia treballant i ballant plegats, i està mal vista la peresa o voler infringir les normes.
Finalment, hi ha en Gargamel i al seu fidel company d'aventures Azrael, un gat que sempre està al seu costat.

## Història
Els barrufets van aparèixer dins el còmic La flauta dels sis barrufets (originalment La Flûte à six trous, La flauta dels sis forats) que protagonitzaven Jan i Trencapins (Johan i Pirlouit en l'original). L'aventura els va implicar en la recuperació d'una flauta màgica, la qual cosa va requerir una mica de bruixeria del mag Homnibus. D'aquesta manera, es van trobar amb un petit humanoide de pell blava amb roba blanca anomenat "Barrufet", seguit dels seus nombrosos companys que s'assemblaven a ell, amb un líder gran que vestia roba vermella i barba blanca. La seva primera aparició completa es va publicar a Spirou el 23 d'octubre de 1958, al nº 1071 de la sèrie. Els personatges es van fer molt populars, i les primeres històries independents de Barrufets van aparèixer a Spirou l'any 1959, juntament amb el primer marxandatge.
Des de llavors han aparegut en una multitud de mitjans i els col·leccionistes guarden les figures de goma. La ideologia del còmic sovint reflecteix la seva època de creació (la postguerra). Fins i tot va aparèixer un parc temàtic entorn els barrufets.
Els anys 70 els barrufets van saltar al cinema, encara que hi havia hagut una primera pel·lícula en blanc i negre en els anys 1960. El film La flauta dels barrufets encara popularitzà més els personatges. La banda sonora de la pel·lícula va ser un succés internacional. Va ésser composta per Michel Legrand (i no pas per Pierre Kartner, conegut com el Pare Abraham). El personatge del Pare Abraham, un home gran, bondadós, vestit de negre, amb barret i abundant barba de patriarca va ser lligat als barrufets i aquests apareixien en nombrosos programes de televisió arreu d'Europa cantant les seves cançons.
Els anys 80 la companyia d'animació de Hanna-Barbera va crear una sèrie de televisió de dibuixos animats que va ser emesa a molts països amb un gran èxit. Avui en dia encara s'emet a diversos països. El motiu de crear la sèrie adaptant els còmics originals ve de la fascinació dels líders de l'empresa pels peluixos de barrufets. La sèrie es va emetre a Espanya a partir del 1983, primer a TVE i després a les cadenes autonòmiques (a Catalunya dins el Club Super 3).

## Els barrufets arreu del món

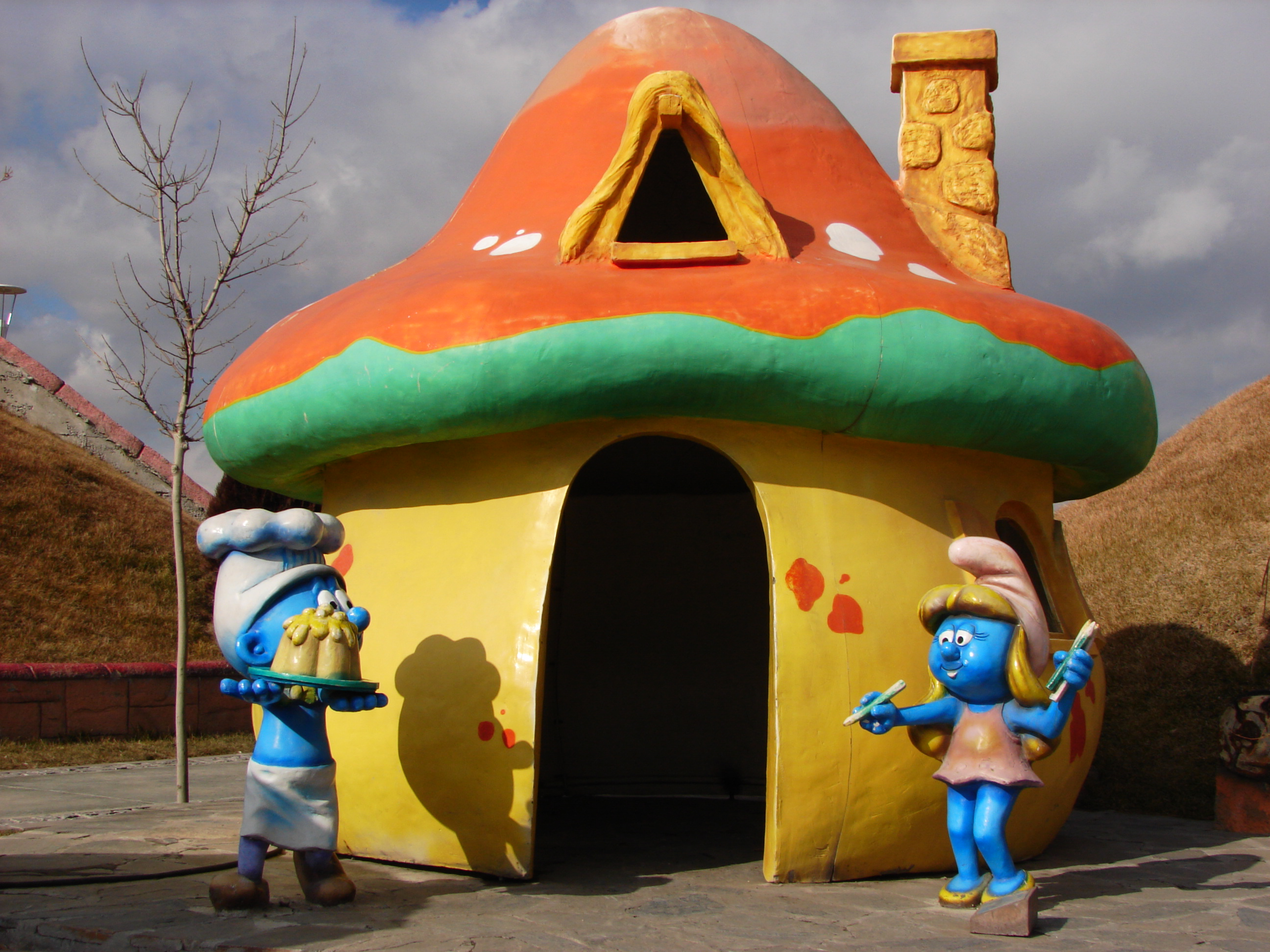
Els barrufets, de plastilina

Les aventures dels barrufets s'han adaptat a diverses llengües, traduint-ne el nom dels personatges.
Durant un dinar el 1957 Peyo hauria demanat a Franquin que li acostés una salera el nom de la qual no podia recordar, i ell n'hauria dit un barrufet («Passa'm el barrufet...!»): la conversa va continuar en barrufet.
Es fa referència a aquest menjar dues vegades en àlbums dels Barrufets. Primer, a El Barrufet financer a la casella 3 de la pàgina 22. Després, en Els Barrufets i el llibre que ho diu tot a la pàgina 8, en què veiem dos Barrufets cercant al llibre l'origen de la paraula "barrufet".
El nom original francès de la sèrie (Schtroumpf) es pronuncia gairebé com la paraula alemanya Strumpf, que significa ‘mitja’ (els barrufets es diuen Schlümpfe - sing. Schlumpf - en alemany). El nom de la dansa Smurf prové directament dels barrufets (Smurfs, en anglès).
Molts idiomes han adaptat senzillament aquesta paraula a la seva fonètica (com l'anglès smurf o smerfy en polonès).
El nom català ve d'una antiga paraula per a significar ‘dimoniet’ i va ésser usat a Cavall Fort gràcies al traductor Albert Jané, on van aparèixer per primer cop en el número 94 de maig de 1967. Sembla que també va ajudar el bateig el fet que el nom barrufet tingués una sonoritat similar a barretina, que és precisament la peça de roba que cobreix el cap dels barrufets. La televisió valenciana els va emetre amb el nom de pitufets, que sembla una barreja de les denominacions catalana i castellana.
El vocable castellà pitufo és una adaptació de patufet. A Galícia es manté el nom castellà i es van anomenar: Os pitufos.
El basc pottokiak relaciona els barrufets amb una raça de ponis, per raó de llur mida petita. Igualment el dardak hebreu o el torpök hongarès fan referència a éssers petits, com nens o follets respectivament.
La traducció a l'idioma asturià utilitza la forma Los Estrunfinos.

## Llenguatge
Els barrufets s'expressen en un llenguatge propi, que consisteix a inserir el verb barrufar (o el corresponent en altres idiomes) dins la llengua ordinària com a verb universal que reemplaça molts verbs precisos, o també a usar el nom o morfema barrufa en comptes de mots corrents. Tampoc no usen paraules malsonants. Els humans no entenen el llenguatge barrufet, només els nens.

## Personatges
Els barrufets són tots iguals, només alguns es diferencien per portar un barret (barrufet cuiner), una flor, un mirall... Representen professions o característiques morals (així per exemple hi ha el barrufet inventor i el rondinaire). Es diu que n'hi ha cent, xifra simbòlica, però n'apareixen molts més.
El líder del poble és el Gran Barrufet, que porta un barret de color vermell i té una barba blanca. Ell marca les normes i controla la màgia. Part dels problemes venen quan el barrufet de les ulleres (en Savi) intenta igualar-lo. És l'únic barrufet més gran, la resta no creix ni mor, són sempre com nens.
Els barrufets són personatges plans i arquetípics, no evolucionen al llarg de les històries. Cadascú té un rol dins del conjunt (són personatges-funció en termes de narrativa).
A la primeria, l'únic personatge femení era la Barrufeta, creada per l'enemic Gargamel per a crear divisió entre els barrufets, introduint-hi l'amor i la gelosia. El Gran Barrufet la transformà en bona, i s'adaptà a la vida del poble. No té relacions amb cap barrufet, encara que sembla que el Barrufet Forçut se l'estima. A la segona temporada de la sèrie té fills perquè ve la cigonya i altres barrufets es transformen en petits ficant-se dins el rellotge del temps (no hi ha sexe ni naixements a la sèrie, destinada al públic infantil). En Gargamel crea el segon personatge femení, la Barrufina, seguint el mateix mètode que amb la Barrufeta. Finalment, avançada la sèrie, també hi apareix l'Àvia Barrufeta.

### Personatges secundaris
Gargamel és un bruixot humà que viu al bosc amb el seu gat Azrael (anomenat així per l'àngel venjador) i que mira de destruir els barrufets (però mai no arriba a trobar llur poble, allunyat de tot i protegit per la màgia). A vegades surten altres personatges com l'Avi Barrufet, líder d'un altre poble, la Bruixa Foguera, la mare del Gargamel... En alguns episodis els barrufets viatgen al món dels humans (medieval) i hi troben altres perills. Hi ha anacronismes propis del món dels nens.

## Intertextualitat
Les referències principals són les dels contes populars, com els dels germans Grimm. També apareixen mencions explícites a ACME, la marca dels Looney Tunes, i els superherois Marvel (els dolents volen «dominar el món» i tenir superpoders), pel fet que Hanna-Barbera va ser l'encarregada d'adaptar els còmics a la pantalla petita.

## Àlbums

### Realitzats per Peyo
1. Els barrufets negres
2. El Senyor de Barrufet
3. La Barrufeta
4. Els barrufets i l'ou
5. El Gallimarsot
6. El Barrufonauta
7. L'aprenent de Barrufet
8. Històries de Barrufets
9. Clar i Barrufet i Barrufet i català
10. Sopa de Barrufets
11. Els Barrufets Olímpics
12. El Bebè Barrufet
13. Els Petits Barrufets
14. L'aerobarrufet
15. L'estrany despertar del Barrufet gandul
16. El Barrufet financer

### Altres autors
1. El barrufador de joies
2. El doctor barrufet
3. El barrufet salvatge
4. L'amenaça dels barrufets
5. El progrés no es barrufa
6. El barrufet periodista
7. Els barrufets jugadors
8. Amanida de barrufets
9. Un nen al poble barrufet
10. Els barrufets i el llibre que ho diu tot
11. La vila del llac dels barrufets
12. La gran barrufeta
13. Els barrufets i l'arbre d'or
14. Els barrufets policies
15. Els barrufets a Pilulit
16. L'embruix de l'amor
17. El barrufet heroi
18. ESPECIAL - Els barrufadors de Flauta

## Filmografia
El 7 d'octubre de 1976 es va adaptar en pel·lícula d'animació pels estudis Belvision La Flûte a six schtroumpfs, estrenada a Bélgica i doblada al català amb el títol de "La flauta dels sis barrufets" l'any 1980. La traducció va ser possible gràcies als esforços conjunts de Cavall Fort, Drac Màgic i Rialles, on apareix el món dels barrufets i el món medieval representat pels personatges humans Jan i Trencapins.
Entre el 1981 i el 1990 Hanna-Barbera va produir una sèrie d'aquests personatges.